# Riksväg 40
Der Riksväg 40 ist eine schwedische Fernverkehrsstraße, die teilweise als Autobahn ausgebaut ist. Sie verläuft auf einer Länge von 321 km von Göteborg nach Västervik.

## Verlauf

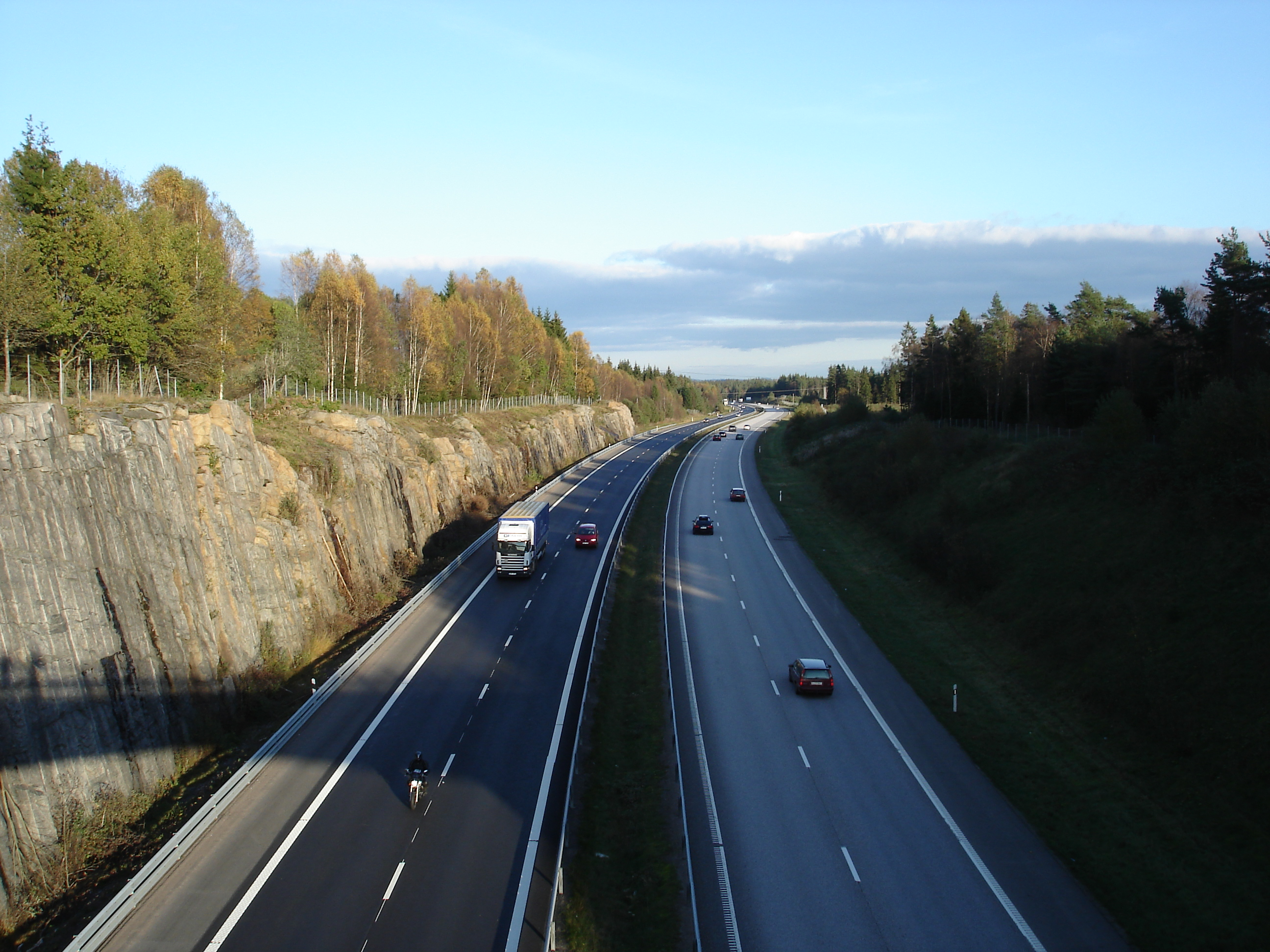
Riksväg 40 zwischen Bollebygd und Borås.

Die Straße beginnt in Göteborg am Autobahnkreuz Kallebäcksmotet mit der E6 und E20. Von dort aus verläuft der Riksväg 40 als Autobahn bis nach Dållebo (zwischen Borås und Ulricehamn). Dieser Teilabschnitt führt durch sehr hügeliges und bewaldetes Gebiet. Zwischen Göteborg und dem Flughafen Göteborg/Landvetter kommt es oft zu einem hohen Verkehrsaufkommen.
Zwischen Dållebo zu Ulricehamn ist der Riksväg eine gewöhnliche Straße, die dem dortigen Verkehrsaufkommen oft nicht standhält, wodurch es an dieser Stelle oft zu Staus kommt. Durch den sehr kurvigen Verlauf gilt dieser Abschnitt als einer der gefährlichsten Straßenabschnitte Schwedens. 
Westlich von Ulricehamn bis nach Jönköping verläuft die Straße weiter autobahnähnlich im 2+1-System. Hinter Jönköping wurde der Riksväg im Jahr 2007 erneuert und auf drei Fahrstreifen pro Fahrbahn ausgebaut, wodurch sie autobahnähnlich, aber als ganz normale Straße eingestuft ist. Zusätzlich wurden in Richtung Göteborg sogenannte Hitzestreifen in die Straße eingebaut, um im Winter besonders den Lkw eine bessere Fahrt zu ermöglichen.
Nahe Jönköping wird der Riksväg 40 als Autobahn ausgeschildert und verläuft dort gemeinsam mit der E4 bis zur Ausfahrt Ekhagen. Östlich der Ausfahrt führt die Straße über einen Berg mit bis zu 8 % Steigung. Auf der gesamten Strecke bis nach Nässjö ist sie als autobahnähnliche Straße im 2+1-System ausgebaut.
Zwischen Nässjö und Eksjö ist die Straße nur 8–9 Meter breit. Aus diesem Grund befindet sich ein Ausbau zum 2+1-System in Planung. In Eksjo verläuft der Riksväg durch das Stadtzentrum. Zwischen Eksjö und Mariannelund befinden sich einige Abschnitte mit Überholverbot. Auf diesem Abschnitt verläuft die Straße durch die Zentren mehrerer Städte.
In der Nähe von Vimmerby befindet sich auf der Straße eine Teststrecke für das neue Sicherheitsverfahren. Dort wurden in der Mitte des Straßenquerschnitts Rillen eingefräst. Dadurch kann ein Sekundenschlaf verhindert werden, da der Wagen beim Überfahren vibriert.
Zwischen Vimmerby und der Verbindung mit der E22 verläuft der Riksväg 40 durch unbewohntes Gebiet, in dem sich viele kleinere Seen befinden, von denen einige überquert werden. Ursprünglich, bevor diese direkte Strecke in den 1970er Jahren erbaut wurde, verlief die Straße in einem großen Bogen nördlich von Blackstad. Das war besonders für die Verkehrsteilnehmer in Richtung Västervik und Ankarsrum ein Umweg.